# جو فيرغسون
جو فيرغسون (بالإنجليزية: Joe Ferguson)‏ هو لاعب كرة قدم أمريكية أمريكي، ولد في 23 أبريل 1950 في ألفين في الولايات المتحدة.

## وصلات خارجية
- جو فيرغسون على موقع مرجع كرة القدم المحترفة.كوم (الإنجليزية)
- جو فيرغسون على موقع قاعة لويزيانا للمشاهير الرياضية (الإنجليزية)